# Gymnusa brevicollis
Gymnusa brevicollis – gatunek chrząszcza z rodziny kusakowatych i podrodziny rydzenic. Szeroko rozmieszczony w palearktycznej Eurazji, a ponadto zawleczony do nearktycznej Ameryki Północnej.

## Taksonomia
Gatunek ten opisany został po raz pierwszy w 1800 roku przez Gustafa von Paykulla pod nazwą Staphylinus brevicollis.

## Morfologia

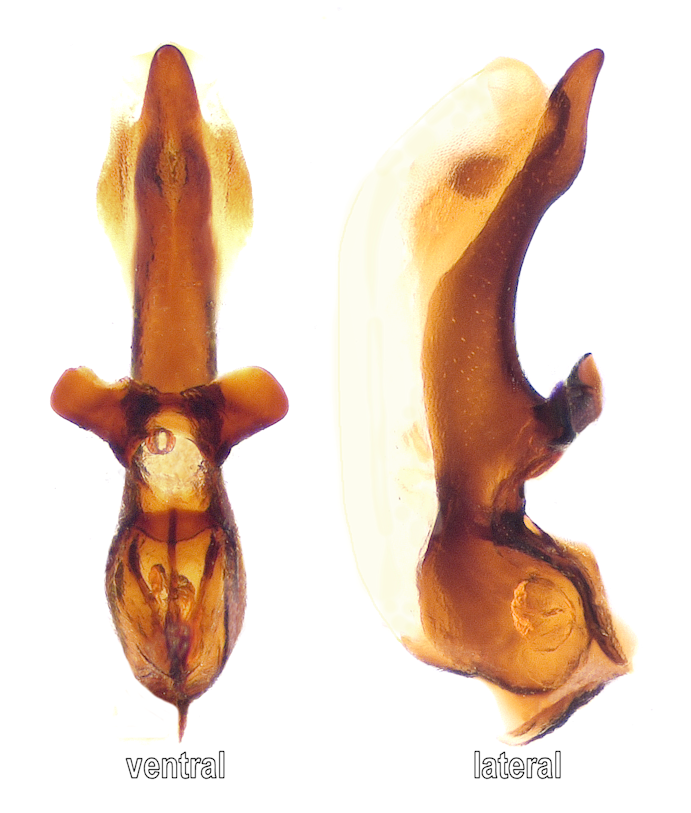
Genitalia

Chrząszcz o wydłużonym, łódkowatym w zarysie ciele długości od 5 do 6 mm. Ubarwienie ma czarne z rdzawoczerwonymi stopami i pierwszym członem czułków. Człony w środkowej części czułków są dwukrotnie dłuższe niż szerokie. Powierzchnia głowy jest błyszcząca. Przedplecze również jest lśniące, bardzo drobno i umiarkowanie gęsto punktowane. Pokrywy i odwłok są matowe, o powierzchni szagrynowanej oraz bardzo drobno i gęsto punktowanej. Owłosienie jest niewyraźne i wszędzie ustawione prosto ku tyłowi.

## Ekologia i występowanie
Owad zasiedlający stanowiska wilgotne, w tym torfowiska. Bytuje pod gnijącymi liśćmi, wśród wilgotnych mchów i w napływkach. Aktywne osobniki dorosłe obserwuje się od jesieni do wiosny.
Gatunek pierwotnie palearktyczny. W Europie znany jest z Islandii, Irlandii, Wielkiej Brytanii, Francji, Belgii,  Holandii, Niemiec, Szwajcarii, Austrii, Włoch, Danii, Szwecji, Norwegii, Finlandii, Estonii, Łotwy, Litwy, Polski, Czech, Słowacji,  Węgier, Białorusi, Ukrainy, Chorwacji i europejskiej części Rosji. W Azji podawany jest z syberyjskiej części Rosji, Turkmenistanu i chińskiego Heilongjiangu. Poza tym zawleczony został do nearktycznej Ameryki Północnej.
Na „Czerwonej liście gatunków zagrożonych Republiki Czeskiej” umieszczony jest jako gatunek zagrożony wymarciem (EN).